# Aspilota converginervis
Aspilota converginervis är en stekelart som beskrevs av Fischer 1973. Aspilota converginervis ingår i släktet Aspilota och familjen bracksteklar. Inga underarter finns listade.